# Parque nacional Monte Barney
El parque nacional Monte Barney (en inglés: Mount Barney National Park) se encuentra en Queensland (Australia), 90 km al suroeste de Brisbane. Los montes Barney, Maroon, May y Lindesay se elevan majestuosamente sobre las circundantes tierras de labranza en el Parque Nacional Monte Barney en la frontera Queensland/Nueva Gales del Sur. Estos escarpados picos son restos de un volcán en escudo que erupcionó hace 24 millones de años. El Monte Barney (1359 m) es el segundo pico más alto en el sureste de Queensland y alberga diversos endemismos (plantas muy raras y únicas).  La ciudad más cercana es Rathdowney, situada 15 km al noreste del parque. Este parque espectacular llegó a ser parte del Patrimonio Mundial como Reserva de bosques lluviosos del Este Central.
El parque se encuentra dominado por los grandes picos gemelos del Monte Barney. Alrededor de estas elevaciones se encuentran numerosas montañas, valles profundos, cuevas, pozos abruptos de roca y muchos bosques. El parque también contiene los picos del Monte Ballow, Monte Ernest, Monte Maroon  Monte May.  El Parque Nacional Monte Barney amalgamó al adyacente Parque Nacional Monte Lindesay en 1980.

## Flora y fauna
Quienes visitan el parque pueden notar la abundante diversidad de aves gracias a sus cantos. Unos pocos ornitorrincos viven en el parque. Este lugar posee una vegetación extremadamente variada con bosques abiertos alrededor de las laderas de los picos, selvas subtropicales húmedas por encima de los 600 m, matorrales montanos de tipo brezal hacia las cimas de los picos, bosques templados lluviosos frescos en la cima del Monte Ballow y matorrales de eucaliptos «mallee» (de porte arbustivo) en el Monte Maroon. Muchas raras e inusuales plantas crecen en el parque incluyendo la amenazada Acacia saxicola, el raro Eucalyptus codonocarpa y el Eucalyptus michaeliana.  El bosque lluvioso del Monte Barney proporciona un hábitat crítico al ave nocturna Podargus ocellatus, especie primitiva vulnerable a la extinción.

## Esparcimiento
Existen amplias vistas sobre los montes de la frontera y los bosques desde la cima del Monte Barney. La montaña es un antiguo destino de excursionismo y tiene más de 30 rutas que llevan a las cimas de los picos Este y Oeste. La mayoría de las rutas no son mantenidas por el gobierno del estado de Queensland y por lo tanto son obligatorias las habilidades de navegación, especialmente para quienes van por primera vez. Las rutas más desafiantes en el Monte Barney incluyen la Cresta de Logan (Logan’s Ridge) y la Cresta de corta inclinación (Short Leaning Ridge). La Cresta del campesino o Cresta Sur (Peasant’s, South Ridge) es una mejor opción para los menos experimentados. Se debe destinar mucho tiempo para el ascenso y el descenso, entre 8 y 10 horas, dependiendo de la ruta y el nivel de condición física. Los excursionistas necesitan de habilidades para atravesar el bosque y de navegación.  No es inusual encontrar escaladores a todas horas del día y la noche, sin embargo se requiere un conocimiento anterior del área.

Una alternativa popular para subir y bajar la Cresta Sur es ascender vía la Cresta del Sureste (South East Ridge) y descender vía la Cresta Sur. Se requiere equipo de navegación o conocimiento del lugar para esta ruta. El beneficio de ascender vía la Cresta del Sureste es que el camino incorpora al Pico. Desde el Pico Este el camino baja al área del paso entre los picos en la base del Pico Oeste. El Pico Oeste se puede incorporar en esta travesía en unos 2 km adicionales (2 h más). Con una mochila de 6 a 8 kg y un estado físico superior al promedio, el regreso por la ruta de la Cresta Sur toma de 8 a 10 horas. Se debería llevar al menos 4 l de agua por adulto. Se puede obtener agua estacional de un pequeño arroyo en el área del paso entre los picos, sin embargo, no debería confiarse de eso.
El cercano Monte Maroon es popular para la escalada.
La primera escalada hasta su cima por parte de un europeo de la que se tiene conocimiento la realizó el capitán Patrick Logan en 1828, por una de las crestas más difíciles y espectaculares, la cual hoy lleva su nombre. Allan Cunningham y Charles Fraser lo acompañaban, pero no llegaron a la cima.
El Monte Barney es un área de vida silvestre y se le debe dar el respeto apropiado. El descuido en la preparación y en el cumplimiento de los principios de la escalada podría llevar a un resultado desfavorable.